# Liste der Biografien/Laun
Liste der Biografien |
Portal Biografien |
Personensuche
# |
A |
B |
C |
D |
E |
F |
G |
H |
I |
J |
K |
L |
M |
N |
O |
P |
Q |
R |
S |
T |
U |
V |
W |
X |
Y |
Z |
?
 
La |
Lb |
Lc |
Le |
Lg |
Lh |
Li |
Lj |
Ll |
Lm |
Lo |
Lp |
Lt |
Lu |
Lv |
Lw |
Lx |
Ly |
Lz
 
Laa |
Lab |
Lac |
Lad |
Lae–Lah |
Lai |
Laj |
Lak |
Lal |
Lam |
Lan |
Lao |
Lap |
Laq |
Lar |
Las |
Lat |
Lau |
Lav |
Law |
Lax |
Lay |
Laz
 
Laua |
Laub |
Lauc |
Laud |
Laue |
Lauf |
Laug |
Lauh |
Laui |
Lauj |
Lauk |
Laul |
Laum |
Laun |
Laup |
Laur |
Laus |
Laut |
Lauv |
Lauw |
Laux |
Lauz
Die Liste der Biografien führt alle Personen auf, die in der deutschsprachigen Wikipedia einen Artikel haben. Dieses ist eine Teilliste mit 30 Einträgen von Personen, deren Namen mit den Buchstaben „Laun“ beginnt.

## Laun
- Laun, Adolf (1808–1881), deutscher Romanist und Literaturhistoriker
- Laun, Andreas (1942–2024), österreichischer Ordenspriester, Moraltheologe und emeritierter Weihbischof in Salzburg
- Laun, Anton von (1843–1911), österreichischer deutschböhmisch-österreichischer Offizier
- Laun, Friedrich (1860–1931), deutscher Pfarrer
- Laun, Jeffrey von (* 1980), deutscher Schauspieler
- Laun, Rudolf (1882–1975), deutscher Völkerrechtler und Rechtsphilosoph, Rektor der Universität Hamburg

### Launa
- Launay, Bernard-René Jordan de (1740–1789), französischer GefängniskommandantBernard-René Jordan de Launay (1740–1789)

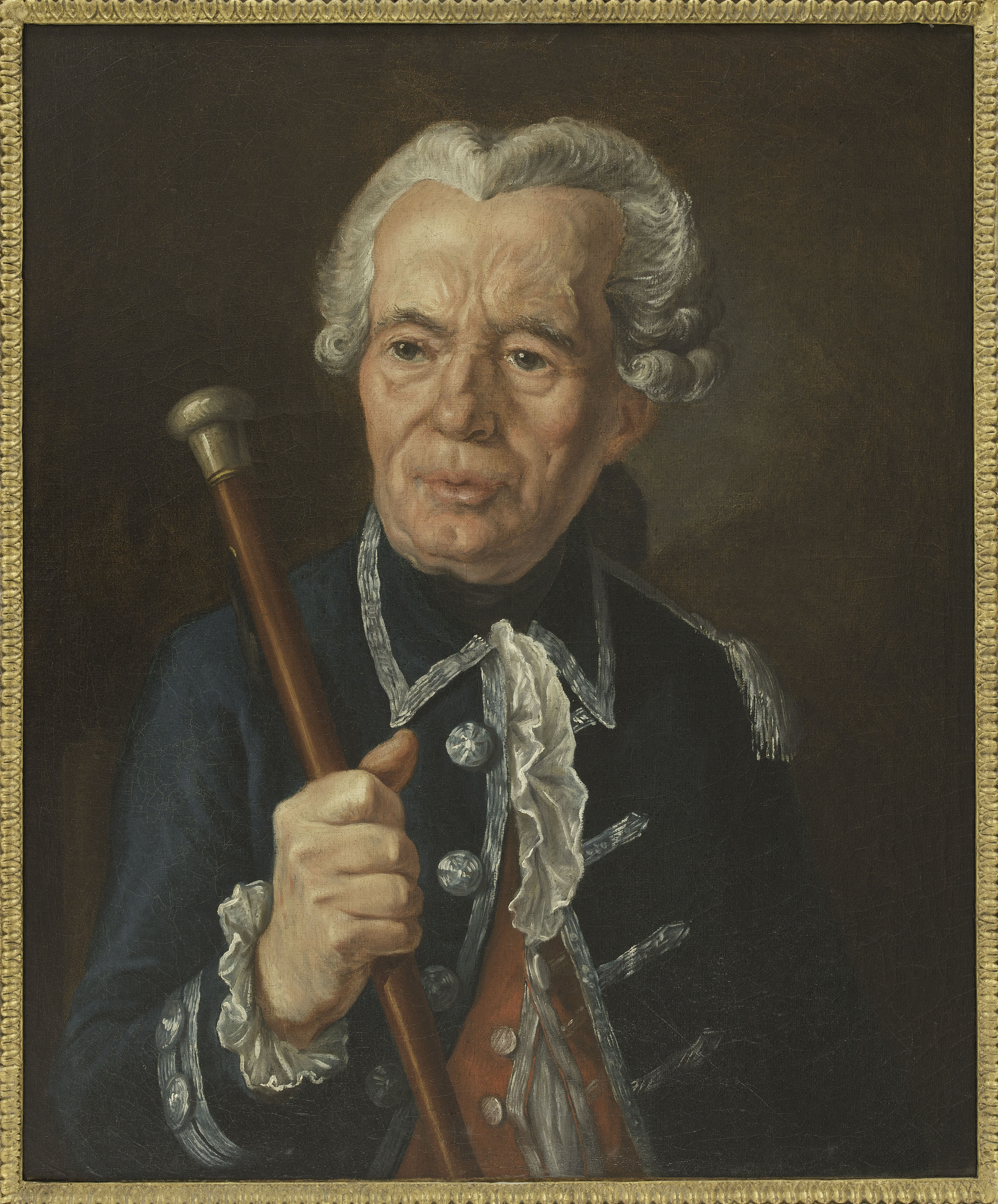
Bernard-René Jordan de Launay (1740–1789)

- Launay, Claudio Gabriele de (1786–1850), General und Ministerpräsident im Königreich Sardinien
- Launay, Jacques (* 1954), französischer Marineoffizier
- Launay, Louis de (1860–1938), französischer Geologe
- Launay, Marcus Antonius de la Haye de (* 1730), preußischer Beamter
- Launay, Nick (* 1960), britischer Toningenieur und Musikproduzent

### Launc
- Launchbury, Joe (* 1991), englischer Rugbyspieler

### Laund
- Launder, Frank (1906–1997), britischer Drehbuchautor, Filmregisseur und Filmproduzent
- Laundry, Jackson (* 1993), kanadischer Triathlet

### Laune
- Launela, Kaisa (* 1948), finnische Speerwerferin
- Launer, Dale (* 1952), US-amerikanischer Drehbuchautor, Regisseur und Filmproduzent
- Launer, Gerhard (* 1949), deutscher Luftbildfotograf und Pilot
- Launer, Oskar (1843–1912), deutscher Architekt und preußischer Baubeamter
- Launert, Silke (* 1976), deutsche Politikerin (CSU), MdBSilke Launert (* 1976)

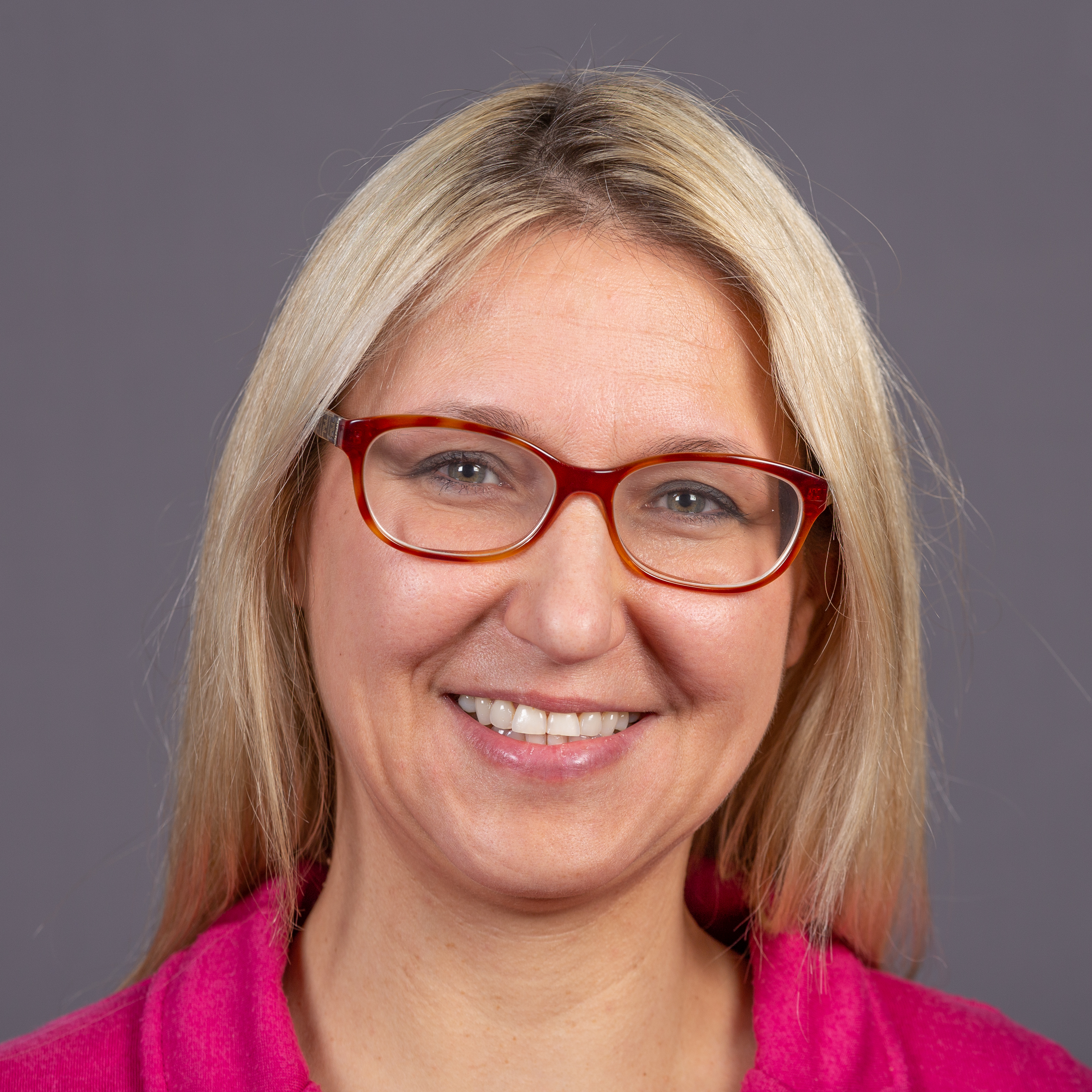
Silke Launert (* 1976)

### Launh
- Launhardt, Johannes (1929–2019), deutscher Theologe, Bischof der Evangelisch-Lutherischen Kirche in Georgien
- Launhardt, Tom (1963–2016), deutscher Gitarrenbauer
- Launhardt, Wilhelm (1832–1918), deutscher Bauingenieur, Verkehrswissenschaftler und Nationalökonom

### Launi
- Launicke, Gerhard (* 1941), deutscher Afrikanist und ehemaliger Diplomat
- Launicke, Hugo (1909–1975), deutscher Widerstandskämpfer gegen den Nationalsozialismus, Politiker (SED)
- Launis, Armas (1884–1959), finnischer Komponist
- Launis, Mika (* 1949), finnischer Illustrator und Grafiker

### Launo
- Launonen, Jouko (* 1939), finnischer Eisschnellläufer

### Launs
- Launsky-Tieffenthal, Peter (* 1957), österreichischer Diplomat
- Launspach, Ewald (1931–2015), deutscher Politiker (SPD), MdBB